# Skull & Bones

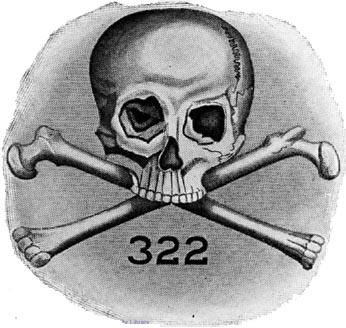
Emblem von Skull & Bones

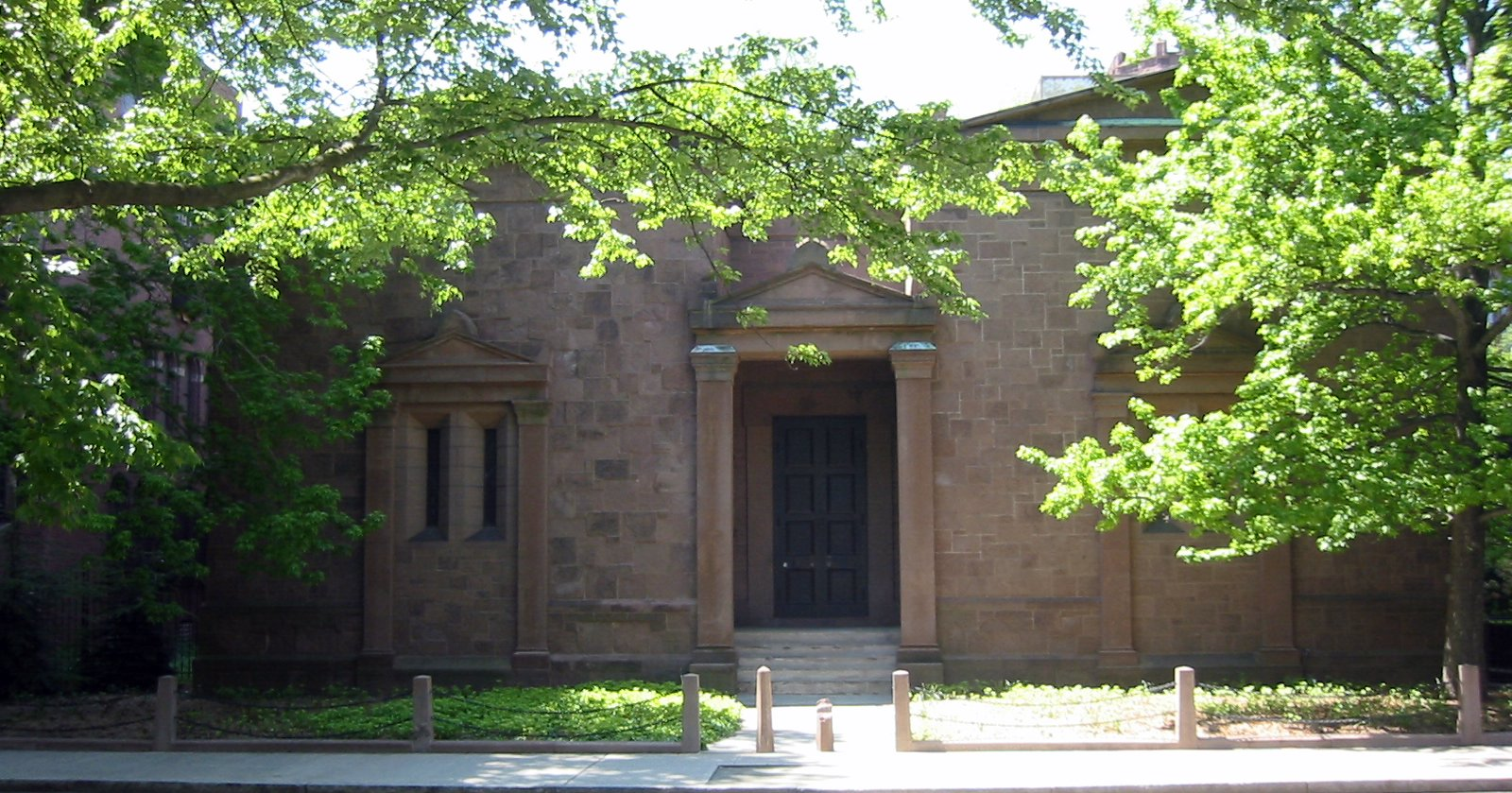
The Tomb: Das Skull-&-Bones-Haus

Skull & Bones (engl. für „Schädel und Knochen“) ist eine Studentenverbindung der Yale University. Sie wurde 1832 gegründet und wird von der Russell Trust Association finanziert, die als Ehemaligenorganisation 1856 in die Universität eingegliedert wurde. Sie brachte einige führende Vertreter in Politik und Wirtschaft hervor, darunter drei Präsidenten der USA. Über die Rituale dieser Geheimgesellschaft ist wenig bekannt. Sie ist Gegenstand zahlreicher Verschwörungstheorien.

## Geschichte
Die Studentenverbindung wurde 1832 in New Haven, Connecticut von William Huntington Russell und Alphonso Taft als Jahrgangsorganisation der senior class, also des letzten Jahrs vor dem Bachelor, gegründet. Russell hatte vorher in Deutschland studiert und das dortige Verbindungswesen kennengelernt. Seit 1856 verfügt die Verbindung über ein eigenes Haus, auf dem Campus der Universität, die sogenannte tomb (engl. für Gruft). Zunächst waren alle Mitglieder männliche White Anglo-Saxon Protestants (Weiße angelsächsische Protestanten), doch seit 1949 werden auch Afroamerikaner aufgenommen, seit den 1950er Jahren Juden und seit 1991 auch Frauen.

## Praxis
Skull & Bones rekrutiert sich nur aus Studenten der Universität Yale. Er bildet eine senior society, einen Jahrgangsabschlussclub. Die Aktivitas besteht aus Studierenden nur eines Studienjahres. Es gibt keine Probezeit. Skull & Bones gehört keinem Dachverband oder Kartell an. Die jeweils Aktiven sind zumeist etwa 22 Jahre alt. In jedem Jahr wählen sie aus dem Jahrgang unter ihnen, den juniors, fünfzehn neue Mitglieder aus. Kriterien sind dabei oft intellektuelle oder sportliche Leistungen, aber auch Originalität oder Sozialverhalten können zu einer Auswahl führen. Die Aufnahme, das so genannte tapping (von engl.: tap – Klaps) fand bis 1953 öffentlich statt. Auch die Mitgliederlisten waren bis 1971 öffentlich und standen teilweise in der Zeitung.
Die Initiationsriten werden geheim gehalten. Es soll sich um ausgiebige Lebensbeichten einschließlich Berichten über sämtliche sexuelle Erfahrungen des Neuaufgenommenen handeln. Ebenfalls geheim gehalten wird die Innenausstattung des tomb. Klar ist nur, dass Schädel und menschliche Knochen dabei eine Rolle spielen. Angeblich stahl der spätere Senator Prescott Bush im Mai 1918 den Schädel des Apachen-Häuptlings Geronimo, der seitdem im Besitz von Skull & Bones sein soll. Auch der Schädel von Pancho Villa, einem prominenten General der Mexikanischen Revolution soll im tomb aufbewahrt werden. Es ist anscheinend üblich, dass Mitglieder dergleichen makabre Memorabilia der Verbindung schenken. In der Ikonographie von Skull & Bones spielt außerdem die Zahl 322 eine große Rolle. 322 v. Chr. starb der attische Rhetor Demosthenes. Darauf soll die Göttin Eulogia, die für die Redekunst stehen soll, in den Himmel aufgestiegen und 1832 wieder zu den Skull & Bones hinabgestiegen sein. Obwohl Skull & Bones also seine Existenz und seine Mitglieder ihre Zugehörigkeit durch offen getragene Anstecknadeln öffentlich machen, gilt die Verbindung als studentischer Geheimbund. Ähnlich arbeiten in Yale noch vierzig andere Verbindungen, darunter Scroll and Key, The Third Society, Berzelius und Book and Snake. Die von Skull & Bones praktizierte Geheimhaltung provozierte wiederholt Einbrüche von Nichtmitgliedern und Verräterschriften ehemaliger Mitglieder.
Träger der Verbindung ist seit 1856 die Russell Trust Association, die über ihre Traditionen wacht und ihr Vermögen – 1999 rund vier Millionen US-Dollar – verwaltet. Sie ist auch Eigentümerin von Deer Island, wo sich die Mitglieder einmal im Jahr treffen. Es handelt sich um ein Resort, welches auf einer der Thousand Islands im Sankt-Lorenz-Strom, drei Kilometer nördlich der Alexandria Bay zwischen dem US-Bundesstaat New York und der kanadischen Provinz Ontario liegt.
Skull & Bones basieren auf dem Lebensbundprinzip. Auch nach Beendigung ihrer aktiven Zeit bleiben die Bonesmen und -women einander und ihrer Alma Mater verpflichtet. Dies trägt zu einer sozialen Reproduktion der Universität bei: Lange wurden in Yale Universitätsämter und Professuren überwiegend oder ausschließlich an Mitglieder von Skull & Bones vergeben. Auch außerhalb der Universität bilden sie ein Netzwerk und unterstützen sich gegenseitig in ihren Karrieren, weshalb sie innerhalb der politischen und wirtschaftlichen Eliten der USA überrepräsentiert sind. Insbesondere in der CIA lassen sich viele Bonesmen nachweisen.

## Mitglieder
Bis einschließlich 1970 veröffentlichten Skull & Bones ihre Mitgliederlisten in Zeitungen, welche auch in der Bibliothek von Yale aufbewahrt werden und unter anderem folgende Namen der Bonesmen enthalten:
- William M. Evarts (1837), US-Außenminister, US-Justizminister, US-Senator
- Morrison R. Waite (1837), Vorsitzender Richter am Obersten Gerichtshof der Vereinigten Staaten
- Timothy Dwight V (1849), Präsident der Yale University
- Simeon Eben Baldwin (1861), Gouverneur und Oberrichter des Staates Connecticut
- Franklin MacVeagh (1862), US-Finanzminister unter Präsident William Howard Taft
- William Collins Whitney (1863), US-Marineminister und New York City-Finanzier
- William Howard Taft (1878), 27. Präsident der USA, Oberrichter der USA, US-Kriegsminister
- Henry L. Stimson (1888), US-Kriegsminister, US-Außenminister, Leiter des Manhattan-Projektes
- Gifford Pinchot (1889), United States Forest Service unter US-Präsident Theodore Roosevelt
- Alfred Gwynne Vanderbilt (1898), Unternehmer
- Percy Avery Rockefeller (1900), Direktor von Brown Brothers Harriman, Standard Oil und Remington Arms
- Averell Harriman (1913), US-Botschafter und US-Finanzminister, Gouverneur von New York, Vorsitzender und Vorstandsvorsitzender der Union Pacific Railroad, Brown Brothers & Harriman und der Southern Pacific Railroad
- Archibald MacLeish (1915), Poet und Autor; in weiten Teilen Autor der Verfassung der UNESCO; Pulitzerpreisträger
- Prescott Bush (1917), Senator von Connecticut und Bankier
- F. Trubee Davison (1918), Personaldirektor der CIA
- Henry Luce (1920), Mitbegründer von Time-Life Enterprises
- John Sherman Cooper (1923), US-Senator und Mitglied der Warren-Kommission
- George Herbert Walker, Jr. (1927), Finanzier und Mitbegründer der New York Mets
- Jonathan Brewster Bingham (1936), US-Senator
- Potter Stewart (1936), Richter am Obersten Gerichtshof der USA
- James L. Buckley (1944), US-Senator
- John Chafee (1947), US-Senator, Secretary of the Navy und Gouverneur von Rhode Island; Vater von US-Senator Lincoln Chafee
- George Herbert Walker Bush (1948), 41. Präsident der USA, Vize-Präsident der USA unter Präsident Ronald Reagan, Direktor der CIA, Vorsitzender des Republican National Committee, UN-Botschafter, US-Botschafter in China
- William Sloane Coffin (1948), bedeutender amerikanischer Prediger, Theologe und Friedensaktivist
- William F. Buckley, Jr. (1950), Gründer von National Review, Autor
- Winston Lord (1959), Vorsitzender des Council on Foreign Relations, US-Botschafter in China, und US-Staatssekretär-Assistent
- David Boren (1963), US-Senator
- John Kerry (1966), US-Senator und 2004 US-Präsidentschaftskandidat der Demokratischen Partei, US-Außenminister[12]
- Frederick W. Smith (1966), Gründer von FedEx
- George W. Bush (1968), 43. Präsident der USA, davor Gouverneur von Texas.[12]

## Verschwörungstheorien
Die sinistre Symbolik, die Geheimhaltung, vor allem aber ihre Funktion als Netzwerk zur sozialen Reproduktion von Eliten geben seit einigen Jahrzehnten Anlass, Skull & Bones als Verschwörung anzusehen. So wird sie in Zusammenhang mit dem Illuminatenorden gebracht, einer 1785 verbotenen aufklärerischen Geheimgesellschaft, oder mit der Neuen Weltordnung, zu deren Errichtung globale Eliten angeblich überall die nationale Souveränität unterminieren würden. Besonders einflussreich unter Verschwörungstheoretikern waren die Arbeiten des britischen Ökonomen Antony Sutton, der annahm, dass Skull & Bones hinter der angeblich seit langer Zeit betriebenen Politik der USA stünden, weltweit Konflikte zu schüren, um daraus Profit zu ziehen. Daher hätte die Wall Street sowohl hinter der russischen Oktoberrevolution, dem Aufstieg der Nationalsozialisten zur Macht in Deutschland als auch der Präsidentschaftswahl in den Vereinigten Staaten 1932 gestanden, die den Demokraten Franklin D. Roosevelt zum Präsidenten machte.

## Filme
- 2000 – The Skulls – Alle Macht der Welt, Kinofilm erschienen bei Universal Pictures, Hauptrollen: Joshua Jackson und Paul Walker; Regie: Rob Cohen. Im Film geht es um eine Geheimgesellschaft in Yale, für die offensichtlich Skull & Bones als Modell diente. Ausgangspunkt der Handlung ist der Mord am besten Freund des Protagonisten Luke McNamara, der in das Hauptquartier der Gesellschaft eingebrochen war. Die Gesellschaft versucht den Mord zu vertuschen.
- 2002 – The Skulls II, eine erste Fortsetzung, erschienen direkt auf DVD.
- 2004 – The Skulls 3, eine weitere Fortsetzung, erschienen direkt auf DVD.
- 2006 – Der gute Hirte, Regie: Robert De Niro, Drehbuch: Eric Roth, Hauptrollen: Matt Damon, Robert De Niro, Angelina Jolie, Alec Baldwin